# Sävasjön (naturreservat)
Sävasjön är ett naturreservat i Gävle kommun i Gävleborgs län.
Området är naturskyddat sedan 1965 och är 42 hektar stort. Reservatet omfattar Sävasjön och myrmark norr därom med lövsumpskog och barrskog.